# Кэб

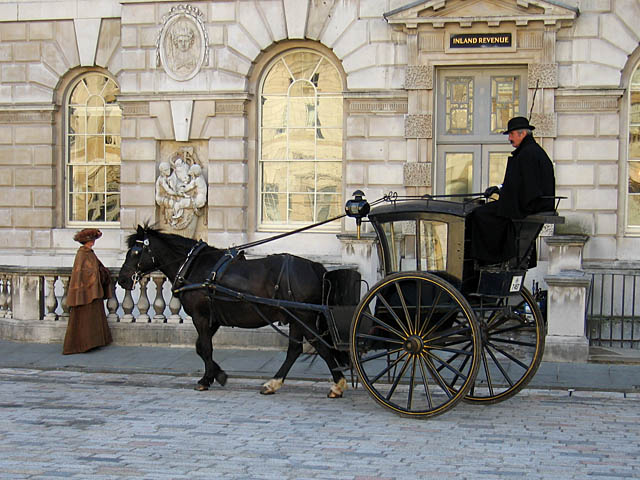
Современная реплика Хэнсомовского кэба с кучером (2004)

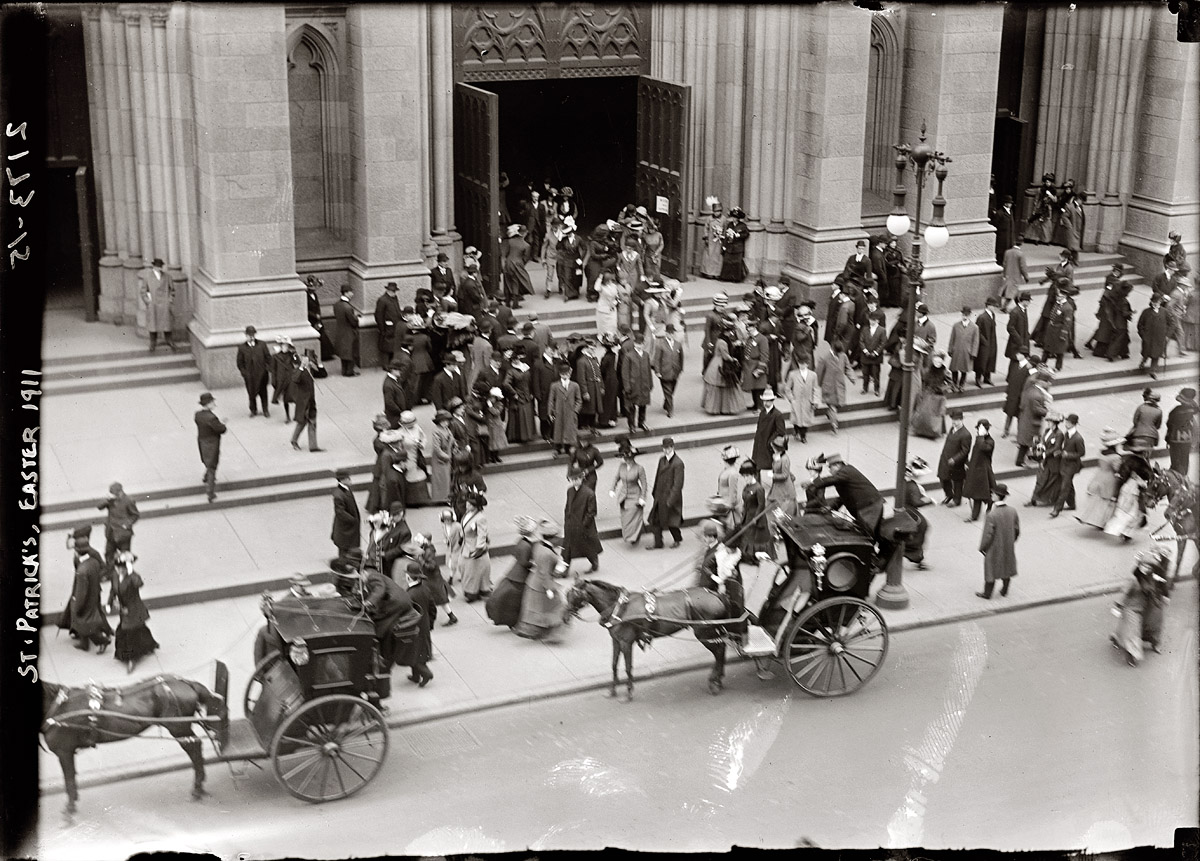
Кэбы перед собором св. Патрика (Нью-Йорк), 1911

Кэб, иногда кеб (англ. cab ← cabriolet) — наёмный экипаж на конной тяге, распространённый преимущественно в Великобритании в XVII—XIX веках. Вмещал, кроме кучера, от одного до четырёх пассажиров. С XX века этим термином также стали называть и автомобильные такси.

## Разновидности

### Хэнсомовский кэб
Хэнсом (англ. hansom) — наиболее известная разновидность кэба, назван в честь изобретателя, Джозефа Алоизиуса Хэнсома. Это — двухместный двухколёсный экипаж. Изобретатель старался сделать наиболее компактную конструкцию с как можно более низким центром тяжести. Благодаря этим качествам хэнсомовский кэб позволял добиться большой скорости и манёвренности. Кучер располагался сверху-сзади. Вожжи пропускались через специальные скобы на крыше.

### Брумовский кэб
Брум (англ. brougham) — более комфортный, но значительно больший по размеру кэб, названный в честь британского государственного деятеля Генри Брума, который разработал его конструкцию, впервые воплощённую в жизнь в 1838 или 1839 году лондонской каретной мастерской «Робинсон и Кук». Этот кэб имел 4 колеса, кучер располагался спереди. Колёса подвешивались на рессорах. Такой кэб выбирали более состоятельные пассажиры.

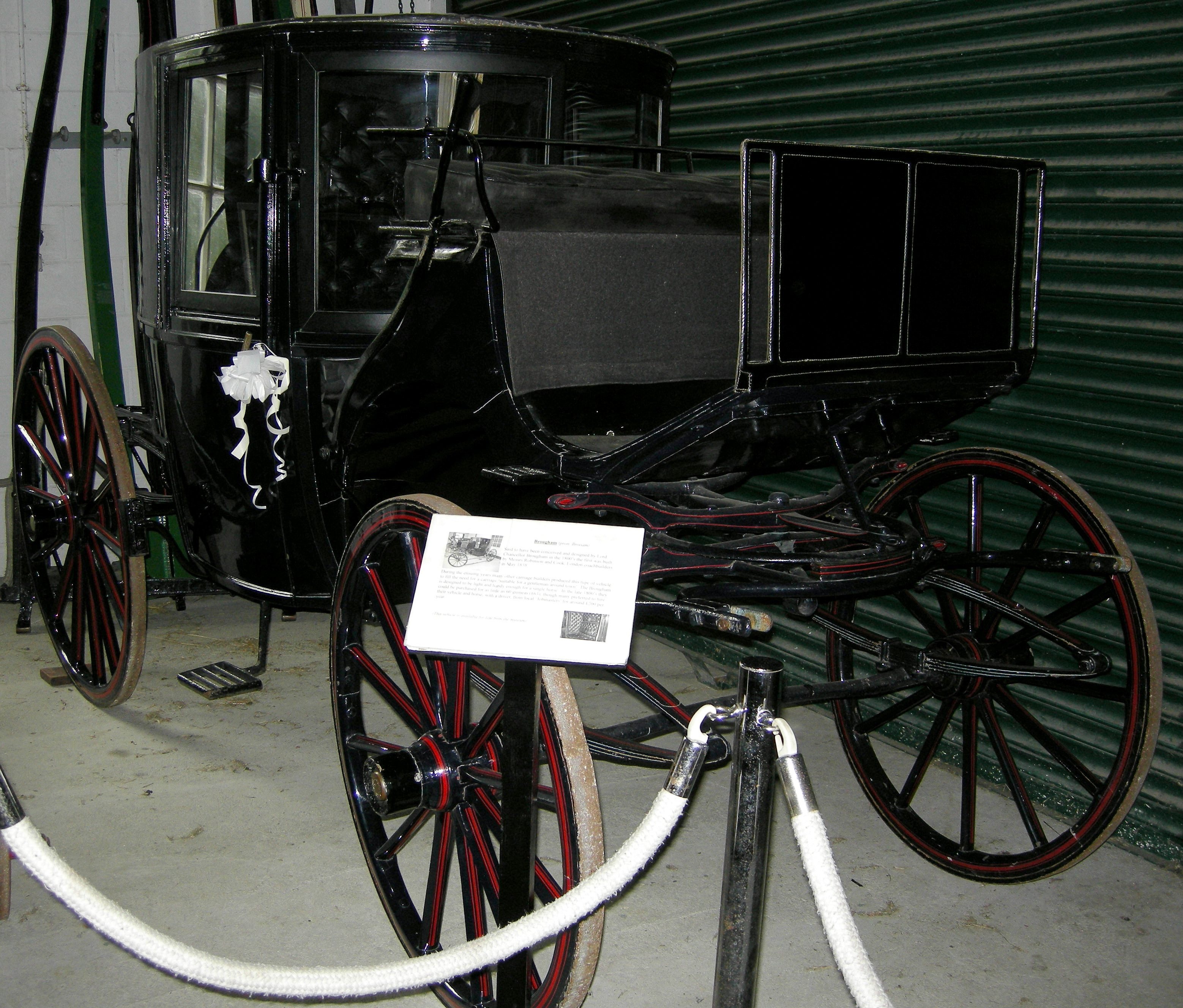
Брум в Брэдфордском музее

## Кэб в культуре

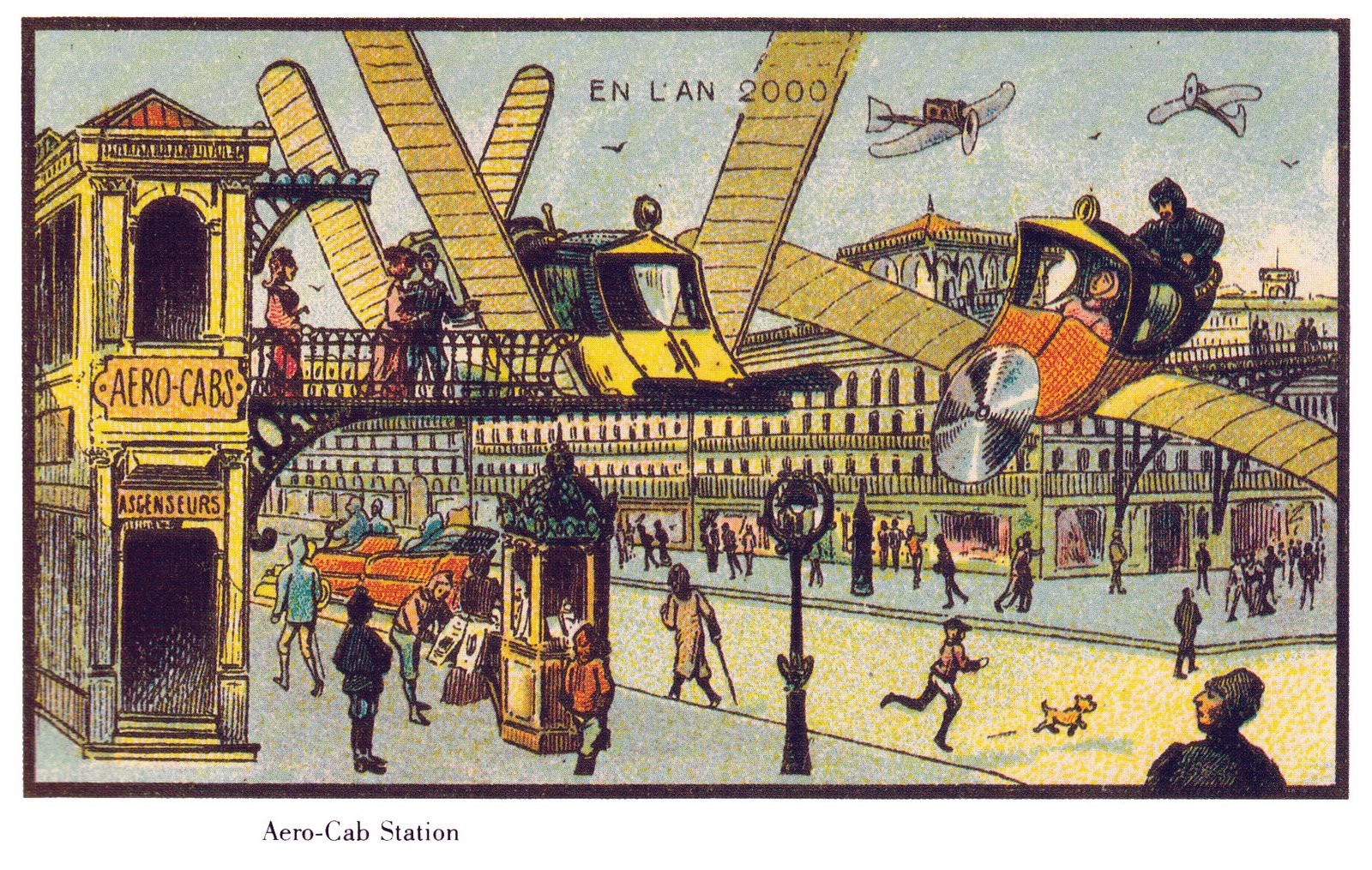
Аэрокэбы. Французская карточка 1910 года

Кэб как наёмный экипаж в Лондоне XIX века многократно упоминается в произведениях Артура Конан Дойла о Шерлоке Холмсе. Так, один из главных героев первой истории о Холмсе, повести «Этюд в багровых тонах», работал некоторое время кэбменом, и именно эта часть его биографии привела к его поимке.